# Ljuspunktsmossmal
Ljuspunktsmossmal, Bryotropha affinis, är en fjärilsart som beskrevs av Adrian Hardy Haworth 1828. Ljuspunktsmossmal ingår i släktet Bryotropha och familjen stävmalar, Gelechiidae. Enligt den finländska rödlistan är arten nära hotad i Finland. Arten är reproducerande i Sverige. Artens livsmiljö är sandstränder vid Östersjön. Inga underarter finns listade i Catalogue of Life.

## Bilder

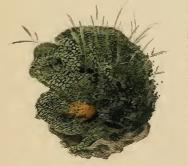
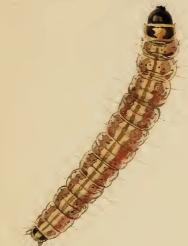
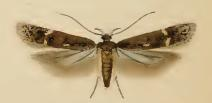
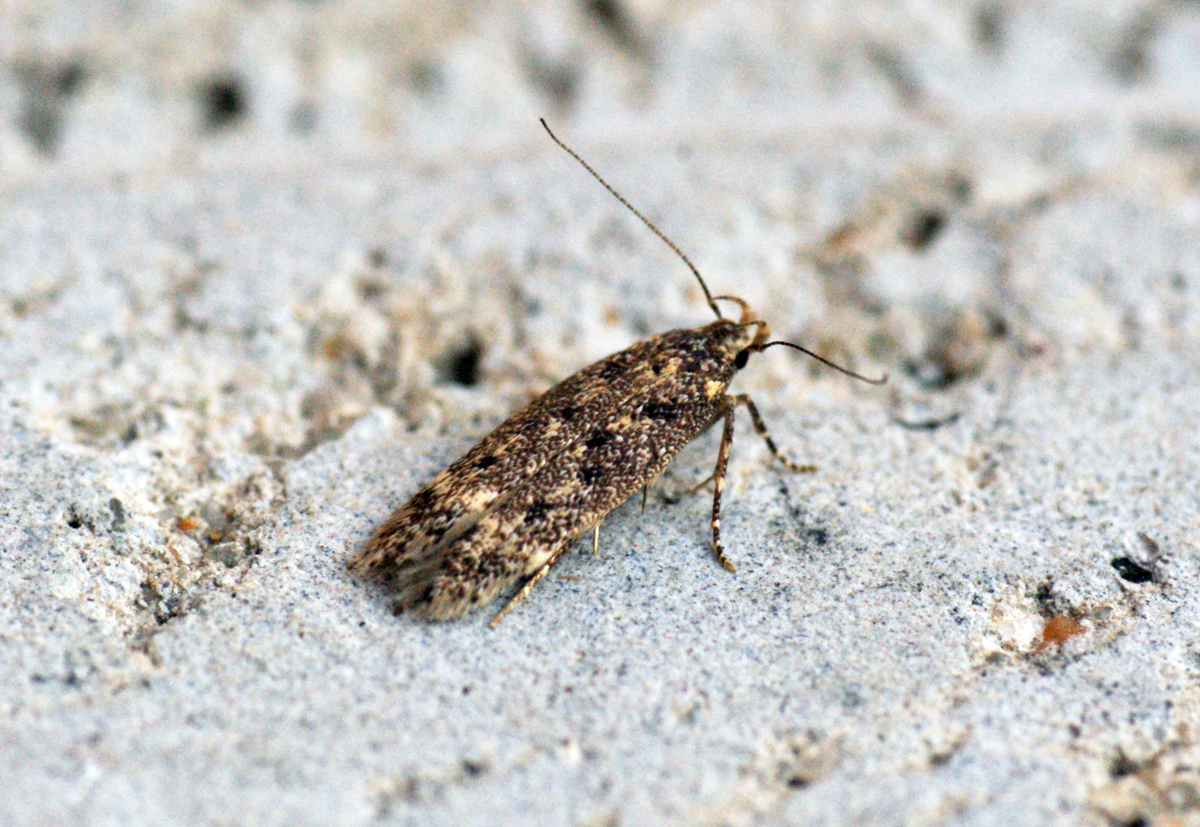
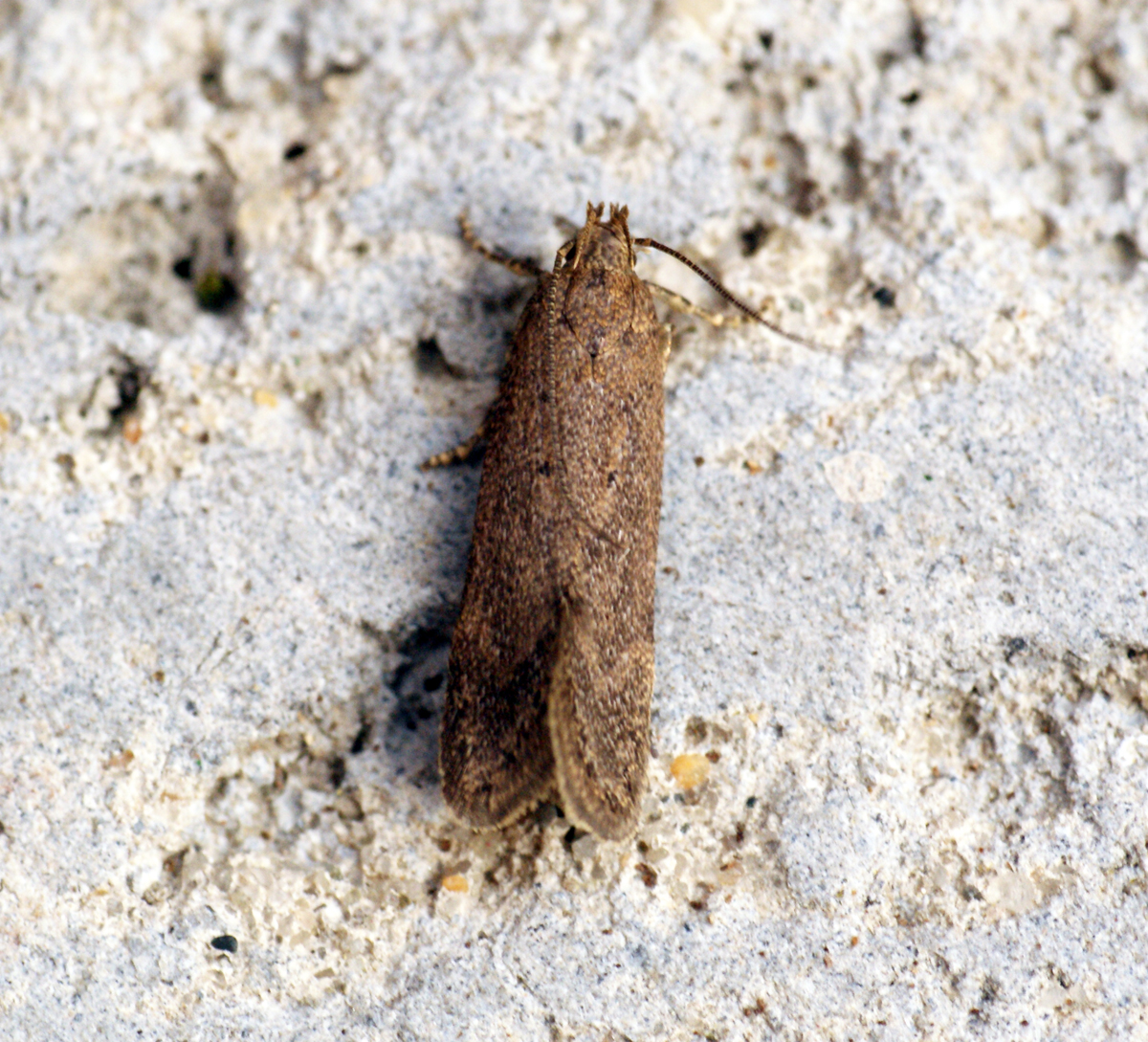
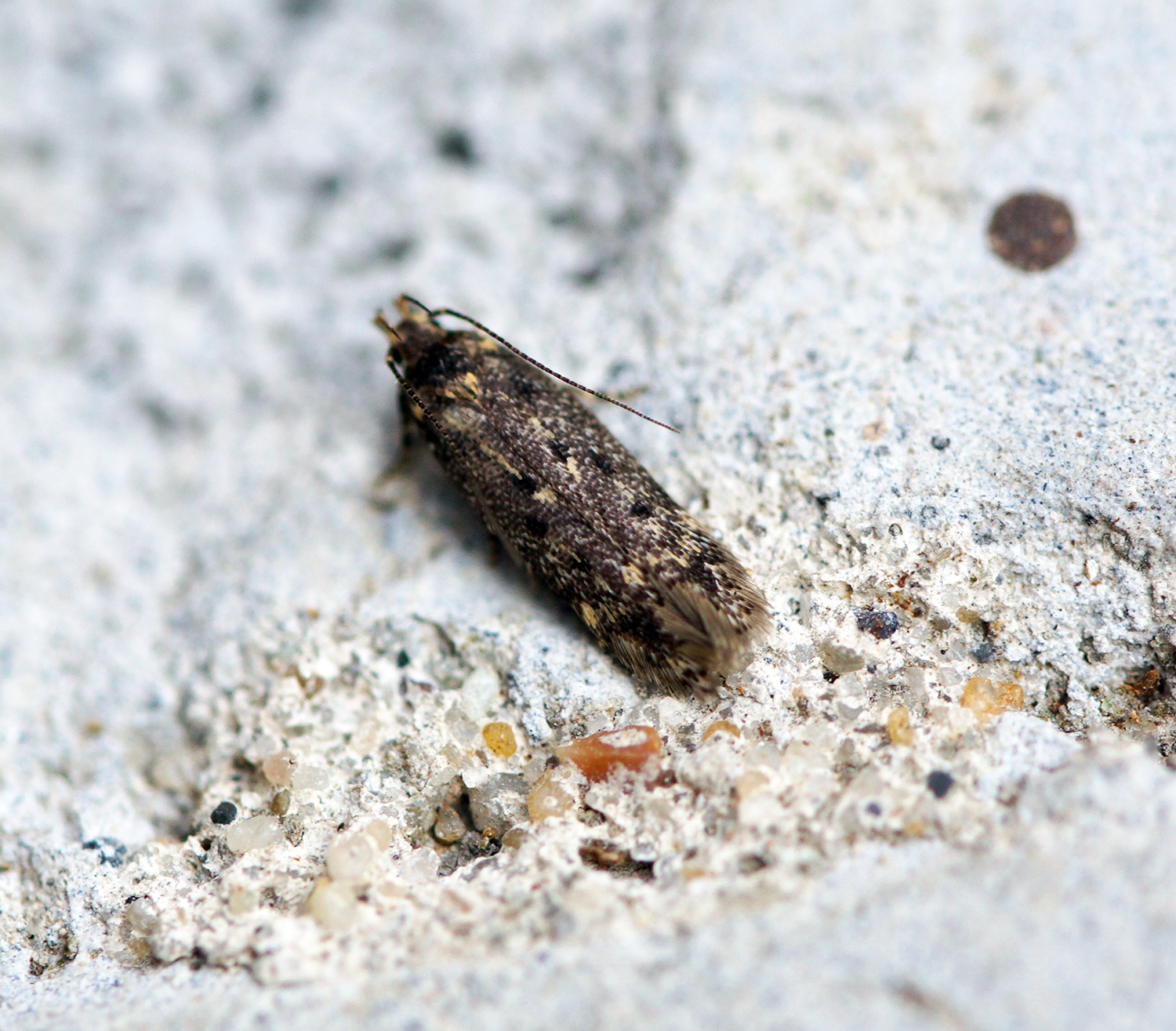